# Paracicerina deltoides
Paracicerina deltoides är en plattmaskart som beskrevs av Martens och Schockaert 1981. Paracicerina deltoides ingår i släktet Paracicerina och familjen Cicerinidae. Inga underarter finns listade i Catalogue of Life.